# Friedrich Cloos
Friedrich Sigmund Cloos, több forrásban Fritz Cloos (Brassó, 1909. május 1. – Waakirchen, 2004. május 3.) erdélyi szász nemzetiszocialista aktivista. A második világháború végén a Deutsche Arbeiterorganisation Rumäniens vezetője, 1961 és 1987 között a román Securitate ügynöke Nyugat-Németországban.

## Pályafutása

### A két világháború között
A munkáscsaládban született Friedrich Cloos kezdettől fogva a romániai németek nemzetiszocialista megújulási mozgalmának radikális szárnyához tartozott. Miután Fritz Fabritius 1932-ben megalapította a Romániai Németek Nemzetiszocialista Önsegélyező Mozgalmát (Nationalsozialistische Selbsthilfebewegung der Deutschen in Rumänien, NSDR), Cloos 1933. február 3-án egy kiképzést követően az Önsegélyező Munkáscsapat (Selbsthilfe Arbeitsmannschaft, SA) szakaszvezetője lett, és ő vezette az 1933. októberben tartott nagysinki munkatábort, amelyet az SA 1933 októberében tartott. 1934-ben a szervezet Gaujugendführerévé nevezték ki. 1934 júliustól kezdve Arnold Roth lelkésszel együtt a Stefan Ludwig Roth-csoport tagjaként az erdélyi községekben bibliaórákat, istentiszteleteket, ünnepi alkalmakat, ifjúsági- és énekórákat tartott, melynek során burkoltan nemzetiszocialista propagandát is fejtett ki, szembehelyezkedve a Romániai Ágostai Hitvallású Evangélikus Egyházzal.
Viktor Glondys püspök 1934. március 11-én feljegyezte naplójába, hogy Nádpatakon a Stefan Ludwig Roth-csoport Cloos vezetésével azon dolgozik, hogy a romániai németeket beléptesse a nemzeti megújulási mozgalomba (NEDR). 1934. július 13-án Cloos tárgyalásokat folytatott a püspökkel az egyházi közösségekbe szervezett ifjúság és a nemzetiszocialista ifjúsági szervezetek kapcsolatáról. 1934. augusztus 23-án a brassói Arbeitsgemeinschaft für religiöse Jugendbetreuung-ban megjelent egy támadás Glondys püspök ellen. 1934. december 10-i a püspök azt is feljegyezte, hogy Lemneken a csendőrség a prefektus parancsára behatolt a templomba, ahol többek között Cloos tartott beszédet, hogy a prefektus parancsára feloszlassa a Stefan Ludwig Roth-csoport adventi ünnepségét. A prefektus ugyanis hírét vette, hogy húsz brassói hitlerista propaganda céljára akar összejövetelt akar tartani. Négy évvel később, 1938. december 27-én Glondys ezt írta: „[Fritz Cloos] … olyan helyzetbe hozta magát, hogy lehetetlenné vált megbízni a protestáns ifjúságunk körében végzendő munkával.”
Miután a radikális nemzetiszocialisták kiváltak a Fritz Fabritius vezette Nemzeti Megújulási Mozgalomból (Nationale Erneuerungsbewegung, NEDR), és megalakult a Alfred Bonfert által vezetett Romániai Német Néppárt (Deutsche Volkspartei Rumäniens, DVR), 1935-ben Friedrich Cloos a radikális vezető egyik legközelebbi munkatársa volt. Cloos többször is meglátogatta Berlinben az SS-beli munkaadóit a Volksdeutsche Mittelstellenél (VoMi). 1938 őszén Cloos azt a megbízást kapta az Andreas Schmidt, későbbi "Volksgruppenführer" körül csoportosuló, az SS által irányított belső körtől, hogy tájékoztassa az illetékes birodalmi hivatalokat a romániai németekkel kapcsolatos fejleményekről. Alfred Bonfertet és Waldemar Gustot radikális magatartásuk miatt 1939-ben félreállították, Cloost pedig Berlinbe rendelték, ahol a Német Munkafrontnál (Deutsche Arbeitsfront, DAF) kapott kiképzést.

### A második világháború alatt
1940. szeptemberben Andreas Schmidt "népcsoportvezetővé" való kinevezése után a romániai német intézményeket ideológiailag egységesítetették. A romániai német népcsoport nemzetiszocialista pártjának (Nationalsozialistische Deutsche Arbeiterpartei der Deutschen Volk in Rumänien, NSDAP der DViR) 1940. november 9-i megalakulásával Cloos Schmidt jobbkeze lett, és fontos politikai és szervezeti pozíciókat töltött be a Volksgruppe vezetőségében. Ebben az évben kezdte el a Romániai Német Munkásszervezet (Deutschen Arbeiterorganisation Rumäniens, DAR) felépítését, amelyben a „Kraft durch Freude” kulturális programmal ösztönözte a munkásságot. 1941-től a német gazdaság felelőseként központi szerepet játszott a Bánsági-hegyvidék iparvidékén. 1941-ben Resicabánya szociáldemokrata és kommunista beállítottságú munkásai ellenállást tanúsítottak az ideológiai egységesítéssel szemben; 1941. márciusban Cloost különleges megbízottként odaküldték, hogy felszámolja a baloldal befolyását. 1941 májusában a DAR-nak még csak 20 000 tagja volt, a következő évben már 61 000. A taglétszám növekedése azonban külső nyomásra történt; a belépést megtagadóknak megtorlással kellett számolniuk, többek között a román titkosrendőrség (Siguranța) részéről. 1942-ben a Volksgruppe jogi hivatala népbíróságot hozott létre. Cloos a DAR vezetőjeként a "megbízhatatlannak" minősített munkásokat katonai szolgálatra jelölhette ki. 1942-ben a resicabányai DAR-tag munkások száma 54 000-re csökkent.
Cloos 1941 nyarán és 1943 őszén haditudósítóként frontszolgálatot teljesített a Dnyeszteren túli területen. A háborút dicsőítő frontjelentései a Südostdeutsche Tageszeitung című pártorgánumban jelentek meg. 1941-től a Volksgruppe sajtóosztályának helyettes vezetője volt. A DAR 1944. áprilisi reșicabányai nagygyűlésén Cloos harcias beszédet mondott, tele zsidógyűlölő propagandával.

### Illegalitásban és hadifogságban
1944. augusztus 16-án Cloos a resicabányai járás hivatalvezetőjeként jelentette Manfred von Killinger német nagykövetnek a Vörös Hadsereg Román Királyság elleni inváziójára vonatkozó „gyanús tendenciákat.” 1944. augusztus 16-án a Jászvásár-Kisinyovi hadművelet megindulásával Cloos a haditermelés növelése érdekében hosszabb munkaidőt írt elő a munkásoknak. 1944. augusztus 23-án a romániai királyi puccsot követően Cloos illegalitásba vonult, és a Sicherheitsdienst (SD) ügynökeként az Erdélyben maradt egykori Volksgruppe-tisztviselőkkel valamint a légiós mozgalom tagjaival részt vett az ellenállási műveletekben a Regulus hadművelet keretében.
Miután Andreas Schmidtet 1945. február 9-én elfogták, helyetteseként Cloos vette át az ellenálláshoz csatlakozni akaró romániai németek szervezeti vezetését, és kapcsolatot tartott fenn a légiósokkal, akik Bukarestben egy titkos kommandós központot működtettek. 1945 márciusáig Cloos különböző rejtekhelyeken élt, végül Bukarestben letartóztatták.
Letartóztatása után Cloost a moszkvai Lubjankában hallgatták ki, és húsz év fogságra ítélték a vorkutai kényszermunkatáborban. Amikor 1955-ben Konrad Adenauer közbenjárására az utolsó második világháborús hadifoglyokat hazaengedték a Szovjetunióból, Cloos is visszatérhetett Romániába, ahol körülbelül egy évig a szamosújvári börtönben tartották fogságban.

### A Securitate ügynökeként
A börtönben a román titkosrendőrség beszervezte közreműködőként; fedőnevei Ion Lăzărescu, Gheorghe Mihailescu, Konrad vagy Radovan voltak. 1956. április 1-jén Cloos kézzel írott nyilatkozatot írt alá arról, hogy elkötelezte magát a Securitate nem hivatalos munkatársaként, és szabadon bocsátották. Szabadulása után számos "ellenforradalmi tevékenységgel" gyanúsított személyt azonosított. A szovjet munkatábor egykori rabjaként visszaélt a célszemélyek bizalmával, és a titkosszolgálatnak minden olyan adatot megadott, amely az operatív és megtorló akciókhoz szükséges volt. Tevékenységéért Cloos jelentős pénzösszegeket kapott, és különböző „szívességeket”, például amikor illegális üzleti ügyletekbe keveredett, a Securitate közbenjárt az érdekében.
Tevékenysége során információkat gyűjtött Konrad Möckel (1892–1965) brassói evangélikus lelkészről, akit 1958-ban az úgynevezett Fekete templom-perben a vádlottak vezetőjeként ítéltek el. Emellett Andreas Birkner ellen is spicliskedett, akit négy másik német íróval együtt 1959-ben a brassói íróperben 25 év kényszermunkára ítéltek. Kompromittáló információkat gyűjött Grete Loewról, Oskar Pastior költő kollégájáról, akit aztán 1959-ben letartóztattak és hét év börtönre ítéltek.
1960. júliustól a titkosszolgálat külföldi informátori munkára képezte ki Cloost. Feladatai közé tartozott
- a Német Szövetségi Köztársaságban élő romániai német honfitársak utáni kémkedés, illetve befolyásolásuk,
- az 1944. augusztus 23-ig tartó események a nemzeti-kommunista szemszögből való értelmezésének érvényesítése; elsősorban Romániának Hitler szövetségeseként játszott szerepének csökkentése, illetve Romániának az első világháború utáni területgyarapodásának pozitív bemutatása[16]
- a száműzött légiósok tevékenységének figyelemmel kísérése és befolyásolása.

1961-ben feleségével, Gerda Polony óvónővel és gyermekeikkel, Erikával és Friedrichhel a Német Szövetségi Köztársaságba költözött.
Cloos információkat szolgáltatott a Securitate a Gehlen-szervezetről, a szövetségi hírszerző szolgálatról (Bundesnachrichtendiens), valamint a Romániából száműzött légiósokról. 1965-től 1985-ig a müncheni Landsmannschaft der Siebenbürger Sachsen [Erdélyi Szászok Egyesülete] vezetőségében a kitelepülők ügyeinek és támogatásának referenseként dolgozott. Az egyesületben aktívan részt vett a kitelepültek ügyeiben, illetve a romániai németek kivándorlásának felgyorsítására vonatkozó agitációban. Megbízói értelmében dezinformációt folytatott, és megpróbálta az egyesületet a kommunista Romániával való együttműködésre bírni. Ügynöki tevékenysége 1987. július 8-ig tartott, és két tucat iratrendezőt töltött meg a Securitate külföldi kémkedési osztályán.
1976. január 30-tól Németország Szociáldemokrata Pártja végrehajtó bizottságának menekültügyi tanácsadó testületében tevékenykedett, így hozzáfért a román titkosrendőrség által kért információkhoz, amiért anyagi juttatásokat kapott. Befolyásolta a párt emigrációs politikával kapcsolatos álláspontját, és a Securitate szándékának megfelelő szerepet vállalt a kivándorlás ellenőrzéséről és a romániai németek kivásárlásáról szóló vitában.
A Securitate-akták szerint Cloosnak kezdetben az volt a feladata, hogy a nyugati világban élő régi elvtársakat befolyásolja, és a bukaresti dezinformációs osztály által tervezett pletykák és álhírek terjesztésére használja, illetve kiaknázza az ismeretséget a hírszerzés céljaira. Ennek érdekében Cloos 1965-ben Bad Tölzben székelő a Volksgruppe egykori tisztségviselőivel együtt megalapította a Arbeitsgemeinschaft für südostdeutsche Volks- und Heimatforschung (Délkeletnémet Nép- és Honismereti Kutató Munkacsoport) szervezetet, amely a régi elvtársakkal való kapcsolattartás mellett konferenciáin saját náci szerepvállalásának történeti revizionista szemléletét ápolta. A német szövetségi állam által az 1990-es évekig támogatott munkacsoportnak köszönhetően Cloosnak sikerült kiépítenie kapcsolatait az erdélyi szász és bánsági sváb kitelepültek szervezeteinek vezető testületeivel.
A munkacsoport tagjai nem nagyon publikáltak, viszont megszervezték azoknak a személyeknek a rágalmazását, akik az emigráns szervezetek vezetőinek nemzetiszocialista múltját kutatták. A munkacsoport egyetlen terjedelmesebb kiadványa Cloos könyve volt, amelyet sógorával, Karl M. Reinerth-tel írt: Zur Geschichte der Deutschen in Rumänien 1935-1945. Beiträge und Berichte (1988). A könyvben a szerzők számos ellentmondásos állítást és állítólagos tisztázást fogalmaztak meg a romániai német Volksgruppe történelmi fejlődését illetően.

## Megítélése
Johann Böhm és Klaus Popa történészek 2014-es összegzése szerint: "Cloosnak sikerült beavatkoznia a romániai németek ügyeibe azzal, hogy végrehajtotta a román titkosrendőrségtől kapott feladatot az erdélyi szászok történelmi és kulturális újságírásának befolyásolására vonatkozóan. Cloosnak állandóan taktikáznia kellett aközött, hogy mit akart ténylegesen és mit kellett tennie, és mit kellett jelentenie a román titkosrendőrségnek anélkül, hogy lelepleződne. A helyi sajtó segítségével Cloosnak többször sikerült ellenfeleit, akik nyilvánosságra hozták az ő és társai dicstelen szerepét a náci korszakban, fészekbe piszkítónak, néprontónak és kútmérgezőnek bélyegeznie.
Hans Wolfram Hockl bánáti sváb írót a Cloos-féle munkacsoport egyik leghevesebb kritikusának tartják. 1975-ben részt vett a munkacsoport egyik ülésén, amely után élesen bírálta az alapító tagokat: „A Volksgruppe akkori vezetősége és a Cloos-féle mai munkacsoport, amely bajtársiasság és rokonság révén összefonódott egymással, akkor és ma is a hivatalosság és törvényesség látszata alatt cselekedett, csakhogy ez akkor a náci jogtalan államban történt, ma pedig a jogállamban. […] a vezető és a kutató, akik egyes esetekben amúgy is azonosak, feddhetetlen fényben tüntetik fel egymást és az eszmét.” 
2004-ben a Siebenbürger Zeitung-ban megjelent nekrológban Hans Bergel méltatta Cloost a közelmúlt történelmének terjesztéséért, a családok egyesítése érdekében végzett munkájáért, illetve az egyesületi tevékenységéért. William Totok újságíró a szövegben Cloos náci múltjának ismételt és szándékos elhallgatását látta. Klaus Popa szerint Bergel kísérlete, hogy Cloost atipikus náci funkcionáriusként és egyesületi tagként ábrázolja, túlságosan erőltetett ahhoz, semhogy kiállja a történelmi tények kritikáját. Éppen ellenkezőleg, Cloos a román-német náci jéghegy csúcsát képviseli, amely kivétel nélkül szégyentelen és gátlástalan karrieristákból és demagógokból állt.

## Fordítás
Ez a szócikk részben vagy egészben  a   Friedrich Cloos című német Wikipédia-szócikk ezen változatának fordításán alapul.  Az eredeti cikk szerkesztőit annak laptörténete sorolja fel. Ez a jelzés csupán a megfogalmazás eredetét és a szerzői jogokat jelzi, nem szolgál a cikkben szereplő információk forrásmegjelöléseként.